# 巴黎越南學生總會
巴黎越南學生總會（THSVVNP，AGEVP）成立於1964年11月30日，是一個匯聚了法國巴黎和週邊地區大學學生會的組織。該組織也是法國越南人社區中的大型社會組織之一。

### 引用
1. ↑  . www.agevp.com.   [2022-07-27]. （原始内容存档于2021-04-18） （法语）.
2. ↑  Nguyễn Hoài Vân. . nguyen.hoai.van.pagesperso-orange.fr. 1998-03-01  [2022-07-27]. （原始内容存档于2021-06-06） （越南语）.

### 來源
- Bousquet, Gisèle L. . 密西根大學出版社（英语：University of Michigan Press）. 1991  [2022-07-27]. ISBN 9780472101740. （原始内容存档于2022-07-27） （英语）.